# Polzela (plaats)
Polzela is een plaats in Slovenië en maakt deel uit van de gemeente Polzela in de NUTS-3-regio Savinjska. De plaats telde 2.380 inwoners op 1 januari 2020.
De landbouw is grotendeels als inkomstenbron verdwenen, met uitzondering van de verbouw van hop (in Polzela sinds 1876). Polzela heeft sinds 1891 een spoorverbinding aan de route Celje-Velenje. In Polzela bevindt het kasteel Komenda, dat voor het eerst in 1179 werd vermeld en tot 1780 eigendom was van de Orde van Malta. Er is eveneens een, van oorsprong middeleeuws, maar nu neobarok kasteel uit de 19e eeuw dat interessant is vanwege de botanische tuin. De parochiekerk H. Maria werd het eerst vermeld in 1255, die ondanks uitbreidingen in de 18e eeuw haar romaans karakter heeft behouden, met uitzondering van de gotische toren, die een barok aanzien kreeg.